# Crabbet Arabian Stud

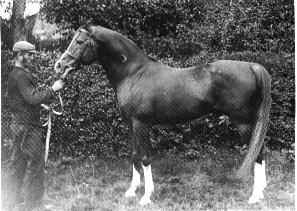
Mesaoud, un des pères fondateurs du Crabbet Arabian Stud, nourri en Égypte par Ali Pasha Sherif, importé en Angleterre par les Blunt en 1891

Le Crabbet Arabian Stud (littéralement « le haras arabe de Crabbet »), aussi appelé Crabbet Park Stud (« le haras de Crabbet Park »), est un haras monté le 2 juillet 1878 quand les premiers chevaux arabes ont été amenés en Angleterre par Wilfrid Scawen Blunt et Lady Anne Blunt à leur arrivée au Crabbet Park, leur domaine dans le Sussex, une région au sud de Londres. Six mois plus tôt, alors qu'ils se trouvent à Alep, en Syrie, Wilfrid et Lady Anne ont organisé l'importation de quelques-uns de leurs meilleurs chevaux arabes en Angleterre pour les élever sur place. Lady Anne en parlait ainsi : « ça serait une chose utile et intéressante à faire, et j'ai vraiment envie d'essayer ».

## Séjours en Arabie et en Égypte

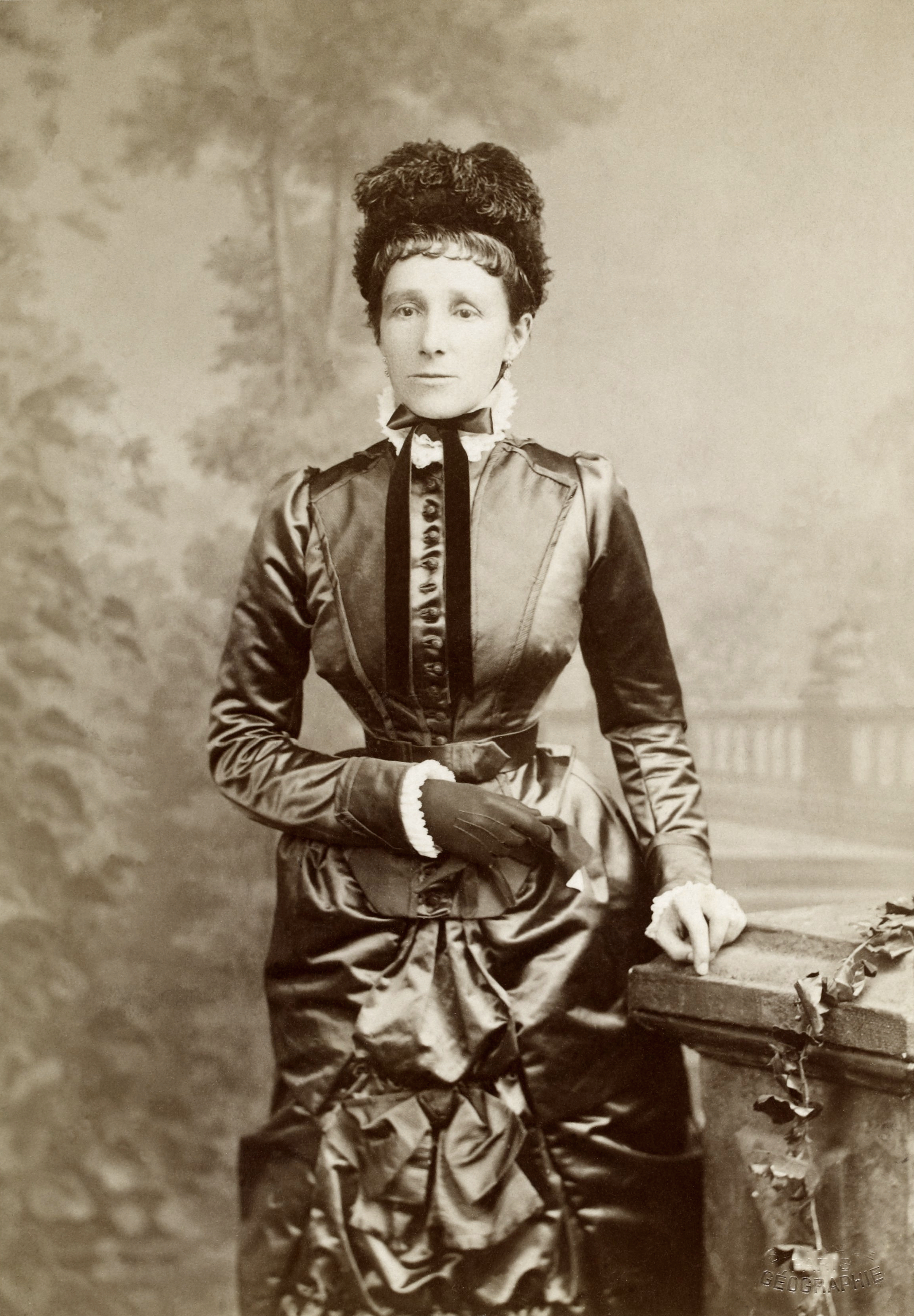
Lady Anne Blunt, 1883